# Гори димлять
Гори димлять (пол. Góry dymią) — повість Ярослава Галана, написана 1938 року польською мовою і опублікована окремим виданням 1939 року у львівському приватному видавництві «Myśl» під псевдонімом Мирон Яро (Miron Jaro). 
Повість написана в селі Нижній Березів.

## Синопсис
Події повісті розгортаються на початку 1920-х років у окупованій Польщею Західній Україні, у невеличкому гуцульському селі на Покутті. Ольга, дочка священика, перед його смертю обіцяє йому, що одружиться з польським офіцером прикордонної застави Мартином Погодняком. Та згодом Ольга закохується в гультіпаку-опришка Івана Семенюка, одруженого з Марічкою. Кохання між Іваном та Ольгою розгорається все палкіше, і незабаром вони усвідомлюють, що не можуть жити один без одного, та вирішують втекти. Але дружина Івана Марічка не збирається сидіти склавши руки, поки її чоловіка викрадає інша, і збирається розказати про зраду пари чоловіку Ольги Мартину...

## Аналіз твору
Повість просякнута національно-патріотичним духом, і українські радянські літературознаці зазначали, що у цьому творі Галан-художник переміг Галана-політика.
Романтично-лірична стихія, яка панує в змалюванні кохання опришка Івана Семенюка з попівною Ольгою, іронія у відтворенні міщанського оточення Ольги, майстерні картини гірських краєвидів, авантюрно-пригодницькі сюжетні лінії вписуються у викривально-соціальний зміст оповіді. Проблема «пропащої сили» (образ Семенюка) розв'язується письменником у новому аспекті: опришківство в умовах окупаційного режиму набуває не лише соціального, а й національно-визвольного характеру. 
У повісті опоетизовані органічне почуття свободи й гідності, властиве гуцулам, природний потяг до краси — в людях, їх фізичній вроді, одязі, в навколишній природі. Тут владарюють свобода і любов.
Романтично-еротична ейдетика повісті Ярослава Галана «Гори димлять» досліджена в дисертації на здобуття наукового ступеня кандидата філологічних наук Михайлової Алли Анатоліївни «Ерос як естетична і поетологічна проблема української прози 20-30-х років XX століття»

## Переклад українською
Повість було вперше перекладено українською у 1956 році Степаном Трофимуком за участі дружини Степана Трофимука Оксани.
- Ярослав Галан. Гори димлять. Переклад з польської: Степан Трофимук. Київ: Радянський письменник. 1956. 234 стор. (тираж 65 тис. примірників)
  - (передрук) Ярослав Галан. Гори димлять. Переклад з польської: Степан Трофимук. Київ: Держлітвидав УРСР. 1959. 155 стор. (тираж 50 тис. примірників)

## Екранізації
- «Гори димлять» (1989) — український радянський 2-серійний фільм, знятий на кіностудії «Укртелефільм», реж. Б. Небієрідзе.